# Greenville (Florida)
Greenville è una città degli Stati Uniti d'America, situata in Florida, nella Contea di Madison.